# Sivoglavi galeb
Sivoglavi galeb (latinski: Chroicocephalus cirrocephalus) mala je vrsta galeba koja se mjestimično razmnožava u Južnoj Americi i Supsaharskoj Africi. Nije prava selica, ali je raširenija zimi. Ova vrsta se pojavljuje kao rijetka skitnica u Sjevernoj Americi, Italiji i Španjolskoj. Kao što je slučaj s mnogim vrstama galebova, ova vrsta je prvotno svrstavana u rod Larus.
Ovaj lokalno rasprostranjeni galeb razmnožava se u velikim kolonijama u trščacima i močvarama i polaže dva ili tri jaja u gnijezdo, koje može biti na tlu ili plutati. Kao i većina galebova, zimi je vrlo društven, kako tijekom hranjenja tako i u večernjim skloništima. Iako je pretežno obalna ili estuarijska vrsta, nije pučinska vrsta i rijetko se može vidjeti u moru daleko od kopna.
Jata koja broje stotine ili tisuće jedinki ove vrste mogu se formirati kada su uvjeti hranjenja odgovarajući.
Sivoglavi galeb nešto je veći od crnoglavoga galeba s duljinom od 42 cm. Ljetna odrasla jedinka ima blijedo sivu glavu, sivo tijelo, tamnijega tona od crnoglave te crveni kljun i noge. Crni vrhovi primarnih pera krila imaju uočljiva bijela »zrcala«. Potkrilje je tamno sivo s crnim vrhovima krila. Siva kapuljača gubi se zimi, ostavljajući samo tamne pruge.
Spolovi su slični. Južnoamerička rasa nešto je veća i bljeđih leđa od afričke podvrste.
- C. c. cirrocephalus (Vieillot, 1818.) – Južna Amerika
- C. c. poiocephalus (William John Swainson, 1837.) – Afrika

Ovom galebu trebaju dvije godine za dostizanje zrelosti. Ptice prve godine imaju crnu traku na repu i više tamnih područja na krilima.
U letu su krila šira i ravnije nego kod crnoglavoga galeba.
Ovo je bučna vrsta, posebno u kolonijama. Zov je hrapavo grakanje poput vrane, gukanje.

## Galerija slika
- Ptica koja prezimljuje, JAR
- Odrasla ptica na prezimljavanju
Bakau, Gambija
- Jato
jezero Elmenteita, Kenija

## Vanjske poveznice
- Atlas južnoafričkih ptica (engl.)

## Ostali projekti =
|  | Zajednički poslužitelj ima stranicu o temi Chroicocephalus cirrocephalus    |
|  | Zajednički poslužitelj ima još gradiva o temi Chroicocephalus cirrocephalus |
|  | Wikivrste imaju podatke o taksonu Chroicocephalus cirrocephalus             |